# Asota detecta
Asota detecta är en fjärilsart som beskrevs av Jean Baptiste Boisduval. Asota detecta ingår i släktet Asota och familjen nattflyn. Inga underarter finns listade i Catalogue of Life.